# Legio XXII Deiotariana

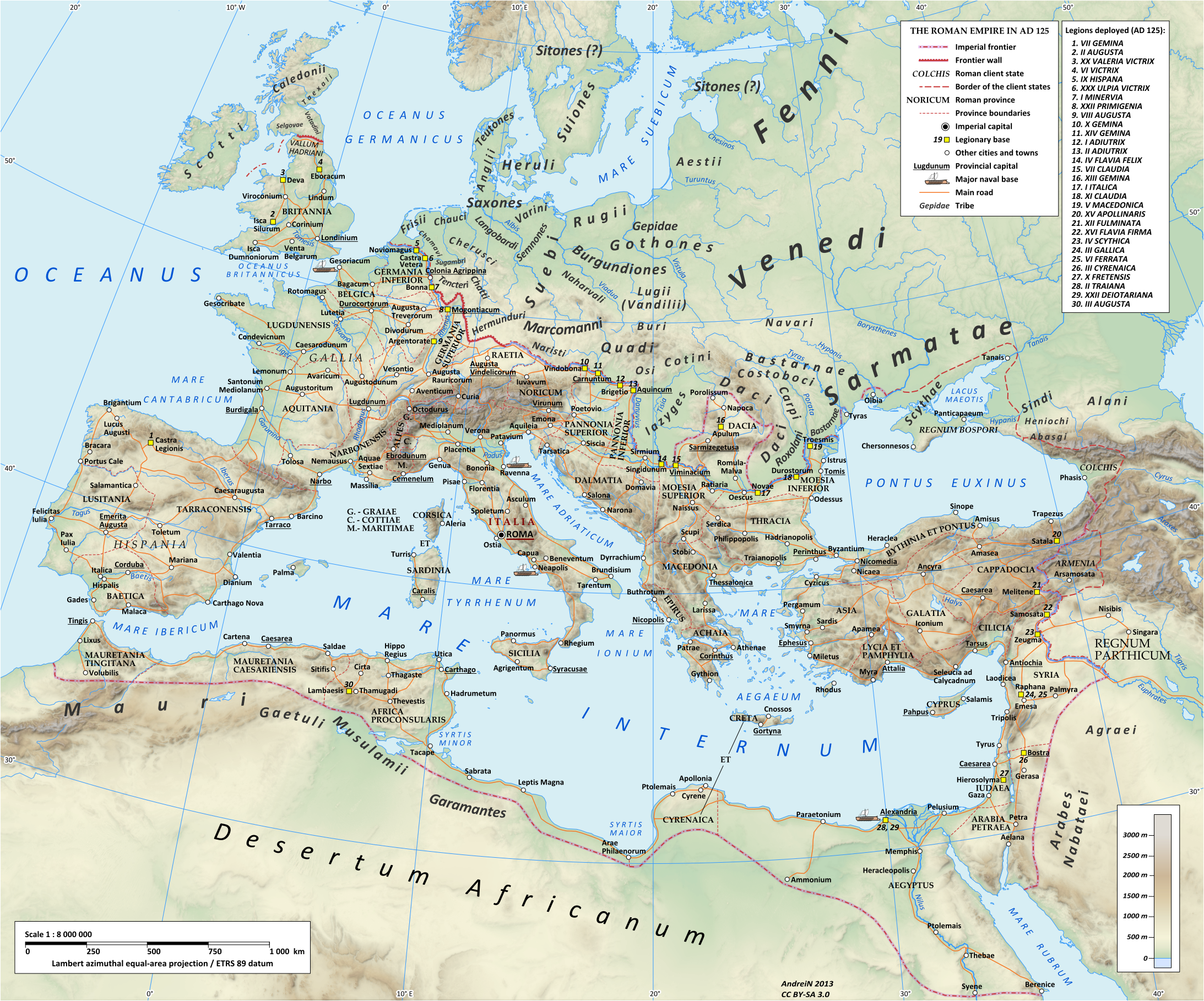
Bản đồ của đế quốc La Mã vào năm 125 SCN, dưới triều đại của hoàng đế Hadrian, cho thấy Legio XXII Deiotariana, đóng quân tại Alexandria (Alexandria, Ai Cập), thuộc tỉnh Aegyptus, từ năm 8 TCN tới khoảng năm 123 SCN

Legio vigesima Secunda Deiotariana (Quân đoàn Deiotarana thứ hai mươi hai) là một quân đoàn La Mã, được thành lập khoảng năm 48 trước Công nguyên và bị giải thể trong cuộc khởi nghĩa Bar Kokhba từ năm 132-135. Tên hiệu của nó xuất phát từ Deiotarus, một vị vua Celt, và biểu tượng của nó là không rõ, nhưng có thể là biểu tượng một người Galatia.

## Lịch sử